# ROUGH TRIANGLE -THE GROOVERS LIVE-
『ROUGH TRIANGLE -THE GROOVERS LIVE-』（ラフ・トライアングル ザ・グルーヴァーズ・ライブ）は、ザ・グルーヴァーズのライブアルバム。

## 内容
初のライブ・アルバム。ミキシングは藤井一彦が担当した。

## 批評
CDジャーナルは「ギター・ソロが始まると途端にバックがスカスカになる3ピース特有のスリル感が直に伝わってくるところがスタジオ盤では味わえない快感」と評した。

## 収録曲
1. Groovaholic
2. 俺はスピードを上げるだけ
3. 放浪の運命
4. ロザリー
5. 夢の中でしか
6. COMPLETE STRANGER
7. サンダーガール
8. ミスター・デザイア
9. BEAUTIFUL MOMENT
10. 狂おしきこの世界
11. 行列の先頭
12. 遥かなる
13. 最後の煙草に火を点ける
14. 現在地